# Dębica (stad)
Dębica is een stad in het Poolse woiwodschap Subkarpaten, gelegen in de powiat Dębicki. De oppervlakte bedraagt 33,72 km², het inwonertal 47.187 (2005).

## Geboren
- Krzysztof Penderecki (1933), componist
- Leszek Pisz (1966), voetballer
- Seweryn Gancarczyk (1981), voetballer
- Artur Jędrzejczyk (1987), voetballer

Stadsdistricten:
Rzeszów · Tarnobrzeg · Przemyśl · Krosno

Districten:
Bieszczady · Brzozów · Dębica · Jarosław · Jasło · Kolbuszowa · Krosno · Łańcut · Lesko · Leżajsk · Lubaczów ·  Mielec · Nisko · Przemyśl · Przeworsk · Ropczyce-Sędziszów · Rzeszów · Sanok · Stalowa Wola · Strzyżów · Tarnobrzeg

Grootste steden:
Dębica · Jarosław · Jasło · Krosno · Mielec · Przemyśl · Rzeszów · Sanok · Stalowa Wola · Tarnobrzeg